# Maurice Buffière
Maurice Buffière (Oullins, 6 marzo 1934 – Lione, 28 giugno 2021) è stato un cestista e allenatore di pallacanestro francese.
Era il fratello di André Buffière.

## Carriera
Con la Francia ha disputato i Giochi olimpici di Melbourne 1956 e i Campionati europei del 1957.